# ФК Иртиш Павлодар
ФК Иртиш Павлодар (каз. Ертіс Футбол Клубы) је казахстански фудбалски клуб. Игра на Централном стадиону у Павлодару. Они су најуспешнији клуб у Казахстану од стицања независности. Освајали су казахстанску лигу 5 пута и то у сезонама : 1993. (под именом Ансат), 1997, 1999, 2002. и 2003. Учествовао је у оснивању казахстанске лиге и један је од клубова који никада није испао из прве лиге. Учествовао је у АФК лиги шампиона и највећи успех је полуфинале 2001. године, а откако је ФС Казахстана 2000. постао члан УЕФА, учествовали су и у квалификацијама за УЕФА Лигу шампиона у сезони 2003/04.

## Име клуба
- 1965. установљен под именом Иртиш
- 1968. преименован у Трактор
- 1993. преименован у Ансат
- 1999. преименован у Иртиш-Бастау због спонзора
- 2000. преименован поново у Иртиш

## Успеси клуба
- Премијер лига Казахстана
  - Првак (5): 1993, 1997, 1999, 2002, 2003
  - Другопласирани (4): 1994, 1996, 2004, 2012.

- Куп Казахстана
  - Освајач (1): 1998.
  - Финалиста (3): 2001, 2002, 2012.

## ФК Иртиш у европским такмичењима
| Сезона  | Такмичење     | Коло        | Клуб           | Кући | Гост | Укупно    |
| ------- | ------------- | ----------- | -------------- | ---- | ---- | --------- |
| 2003/04 | Лига шампиона | 1. коло кв. | Омонија        | 1-2  | 0-0  | 1-2       |
| 2009/10 | Лига Европе   | 1. коло кв. | Сомбатхељ      | 2-1  | 0-1  | 2-2 (пгг) |
| 2011/12 | Лига Европе   | 1. коло кв. | Јагелонија     | 2-0  | 0-1  | 2-1       |
| 2011/12 | Лига Европе   | 2. коло кв. | Олимпи Рустави | 0-2  | 1-1  | 1-3       |
| 2013/14 | Лига Европе   | 1. коло кв. | Левски Софија  | 2-0  | 0-0  | 2-0       |
| 2013/14 | Лига Европе   | 2. коло кв. | Широки Бријег  | 3-2  | 0-2  | 3-4       |
| 2017/18 | Лига Европе   | 1. коло кв. | Дунав Русе     | 1-0  | 2-0  | 3-0       |
| 2017/18 | Лига Европе   | 2. коло кв. | Црвена звезда  | 1-1  | 0-2  | 1-3       |
| 2018/19 | Лига Европе   | 1. коло кв. | Тракаи         | 0-1  | 0-0  | 0-1       |